# Zoetrope: All-Story
Zoetrope: All-Story è una rivista letteraria statunitense che è stata lanciata nel 1997 da Francis Ford Coppola. Ritenta da Francis Coppola il "Dipartimento delle Idee folli", è dedicata a mettere in evidenza i protagonisti più promettenti dei cortometraggi. All-Story riflette l'obiettivo di Francis Coppola di "formare un ponte di cantastorie in generale, incoraggiandoli a lavorare nel formato naturale di un racconto, quello breve": All-Story ha ricevuto tutti i premi riservati ai romanzi brevi, tra cui il National Magazine Award per la narrativa.

## Contenuto
La rivista ha portato alla luce nuove voci come David Benioff, Adam Haslett, Pauls Toutonghi e Daniyal Mueenuddin; spinto gli autori emergenti, tra cui Chris Adrian, Ben Fountain, Miranda July, David Means, e Karen Russell, e pubblicato tali luminari letterarie come Don DeLillo, David Mamet, Gabriel García Márquez, Cynthia Ozick, e Salman Rushdie.
In unione di l'arte della narrazione, ogni All-Story numero comprende una ristampa Classic. Accanto a storie inedite e pubblicate, la ristampa Classic illustra un cortometraggio di genere fiction o dramma che è stato adattato per creare film o che ha ispirato un film.
La storia di Steven Millhauser "Eisenheim l'Illusionista", ha ispirato Neil Burger il film L'Illusionista (The Illusionist) del 2006, la storia di Alice Munro L'orso che attraversò la montagna (The Bear Came Over The Mountain) è stata adattata da Sarah Polley nel film Via da lei (Away From Her) dello stesso anno, e la sceneggiatura di Wes Anderson per il cortometraggio Hotel Chevalier del 2007 sono esempi recenti di ristampe di storie classiche riportate dalla rivista.
Inoltre, un direttore famoso realizza e produce la rivista trimestrale. Da Helmut Newton che è stato invitato a progettare la rivista nel 1998, artisti (Wayne Thiebaud), musicisti (David Bowie, Tom Waits e Will Oldham), attori (Dennis Hopper), e amministratori (Gus Van Sant e Peter Greenaway), hanno contribuito a Zoetrope: All-Story in qualità di guest designer.

## Competizioni
Zoetrope: All-Story sponsorizza un concorso annuale di scrittura per la narrativa breve. Il concorso è giudicato da importanti scrittori come Carol Oates Joyce e Maria Gaitskill, e il vincitore e le storie finaliste vengono inoltrate alle principali agenzie letterarie. La storia vincente è spesso pubblicata in un supplemento on-line alla rivista.

## Laboratori di scrittura
Ospitato da Francis Ford Coppola nel Lodge Blancaneaux in Belize, Zoetrope: All-Story gestisce un seminario annuale di scrittura. Un gruppo di scrittori trascorrere una settimana a studiare e scrivere sotto la tutela di autori professionisti e dell'editore della rivista, Michael Ray.
Zoetrope: All-Story gestisce anche laboratorio online, tutto l'anno, attraverso una partnership con l'officina Gotham Writers. Con classi di non più di 18 allievi, affiliati Zoetrope portare a più livelli, lezioni on-line di sceneggiatura e fiction.